# 牧原あゆ
牧原 あゆ（まきはら あゆ、1998年12月11日 - ）は、日本の元ジュニアアイドル、子役。埼玉県出身。元チャームキッズ所属。

## 略歴・人物
かつてチャームキッズに所属していた。2015年4月1日にチャームキッズを卒業。
好きな食べ物はイチゴ、嫌いな食べ物は納豆と梅干し。好きなスポーツは水泳、特技はより目。趣味はお菓子作り。より目をするのが得意。

## 出演

### スチールCM
- キヤノン「ピクサス」 プリントサンプル集 （2009年）

### 雑誌
- ポ☆プリ（麻布台出版社）

## 作品

### 写真集
- 純真無垢〜ホワイトレーベル〜vol.005（2009年11月11日、アイマックス、撮影：長谷部司） ISBN 978-4904252833
- Etude（2009年12月28日、アイマックス、撮影：長谷部司） ISBN 978-4904252826
- 純真無垢〜ホワイトレーベル〜Part2（2011年3月、アイマックス、撮影：井上一真） ISBN 9784904252796
- あゆ日和（2011年10月、アイマックス、撮影：井上一真） ISBN 978-4904252772
- 純真無垢〜キラキラ彼女〜（2012年5月25日、アイマックス、撮影：安藤青太、長谷部司） ISBN 978-4864750028
- 凛（2012年11月25日、アイマックス） ISBN 978-4864750059

### DVD
単独
- 純真無垢 〜ホワイトレーベル〜 牧原あゆ 10才（小4）（アイマックス、2009年3月25日）
- たっぷり 牧原あゆ 10才（小5）（アイマックス、2009年4月25日）
- たっぷり 牧原あゆ Part2 10才（小5）（アイマックス、2009年5月25日）
- 純真無垢 〜ホワイトレーベル〜 牧原あゆ Part2 10才（小5）（アイマックス、2009年6月25日）
- コイビト目線 あゆとふたりっきり 目線そらすな、ボクの妹…（アイマックス、2009年7月25日）
- 純真無垢 〜ホワイトレーベル〜 牧原あゆ Part3 10才（小5）（アイマックス、2009年7月25日）
- 純真無垢 〜ホワイトレーベル〜 メイキング編（アイマックス、2009年8月25日）
- 十人十色（アイマックス、2009年8月25日）
- 十人十色 メイキング編（アイマックス、2009年9月25日）
- 純真無垢 〜ホワイトレーベル〜 牧原あゆ Part4 10才（小5）（アイマックス、2009年10月25日）
- Etude 牧原あゆ 10才（アイマックス、2009年11月25日）
- 純真無垢 〜ホワイトレーベル〜 牧原あゆ Part5 10才（小5）（アイマックス、2009年12月22日）
- 世界のいもうと vol.1 牧原あゆ（アイマックス、2010年1月25日）
- 純真無垢 〜ホワイトレーベル〜 牧原あゆ Part6 10才（小5）（アイマックス、2010年2月10日）
- 純真無垢 〜ホワイトレーベル〜 牧原あゆ Part7 10才（小5）（アイマックス、2010年3月10日）
- コイビト目線 あゆとふたりっきり 目線そらすな、ボクの妹…Part2（アイマックス、2010年3月25日）
- 純真無垢 〜ホワイトレーベル〜 牧原あゆ Part8（アイマックス、2010年4月10日）
- たっぷりスペシャル レオタード編 牧原あゆ（アイマックス、2010年5月10日）
- 純真無垢 〜ホワイトレーベル〜 牧原あゆ Part9（アイマックス、2010年6月10日）
- コイビト目線 あゆとふたりっきり 目線そらすな、ボクの妹…Part3（アイマックス、2010年6月10日）
- 独占!牧原あゆ（アイマックス、2010年7月25日）
- あゆポンBOX（アイマックス、2010年7月25日）
- 牧原あゆ（アイマックス、2010年8月25日）
- 純真無垢 〜ホワイトレーベル〜 牧原あゆ Part10（アイマックス、2010年9月10日）
- コイビト目線 あゆとふたりっきり 目線そらすな、ボクの妹…Part4（アイマックス、2010年10月10日）
- 牧原あゆ Part2（アイマックス、2010年11月25日）
- コイビト目線 あゆとふたりっきり 目線そらすな、ボクの妹…Part5（アイマックス、2010年12月10日）
- 純真無垢 〜ホワイトレーベル〜 牧原あゆ Part11（アイマックス、2010年12月22日）
- いもうとたちのプライベート映像 牧原あゆとあゆママとの沖縄気ままに親子旅（アイマックス、2010年12月25日）
- コイビト目線 あゆとふたりっきり 目線そらすな、ボクの妹…Part6（アイマックス、2011年1月15日）
- ニーハイコレクション 〜絶対領域〜（アイマックス、2011年1月25日）
- 純真無垢 〜ホワイトレーベル〜 牧原あゆ　Part12（アイマックス、2011年3月10日）
- ニーハイコレクション 〜絶対領域〜Part2（アイマックス、2011年5月25日）
- コイビト目線 あゆとふたりっきり 目線をそらすな、ボクの妹… Part.7（アイマックス、2011年6月10日）
- 純真無垢 〜ホワイトレーベル〜 牧原あゆ　Part13（アイマックス、2011年6月25日）
- しまコレ 〜しましまコレクション〜（アイマックス、2011年7月25日）
- あゆ日和（アイマックス、2011年8月25日）
- ニーハイコレクション 〜絶対領域〜Part3（アイマックス、2011年9月25日）
- 純真無垢 〜ホワイトレーベル〜 Part14（アイマックス、2011年10月25日）
- ニーハイコレクション 〜絶対領域〜 Part4（アイマックス、2011年12月22日）
- いもうとたちのプライベート映像 牧原あゆ 韓国特別編（2012年1月21日）
- あゆ日和 Part2（アイマックス、2012年2月25日）
- 純真無垢 〜特別編 キラキラ彼女〜 牧原あゆ（アイマックス、2012年4月10日）
- 純真無垢 〜ホワイトレーベル〜 Part15（アイマックス、2012年6月25日）
- 夏少女（アイマックス、2012年7月25日）
- いもうとたちのプライベート映像 ムービー日記 inグアム（アイマックス、2012年8月11日）
- ニーハイコレクション 〜絶対領域〜 Part2 メイキング編（アイマックス、2012年12月10日）
- 牧原あゆ ムービー日記特別編 ハワイの旅（アイマックス、2013年6月15日）
- 牧原あゆ あゆ☆コレクションBOX5枚組（アイマックス、2013年7月25日）

複数
- ふたり。第1弾（アイマックス、2011年4月10日） 共演：椎名もも
- ふたり。第2弾（アイマックス、2011年6月10日） 共演：椎名もも
- ふたり。第4弾（アイマックス、2012年2月10日） 共演：椎名もも
- ふたり。 メイキング編（アイマックス、2013年1月25日） 共演：椎名もも
- ふたり。 ディレクターズカット版（アイマックス、2013年2月10日） 共演：椎名もも
- 現役JSグラドル DVDパック Part2 人気JS大集合！（アイマックス、2013年4月10日）
- ふたり。 ディレクターズカット版 Part2（アイマックス、2013年6月10日） 共演：椎名もも
- 純真無垢 〜ホワイトレーベル〜 DVDパック JS編（アイマックス、2013年6月25日）
- ふたり。 ディレクターズカット版 Part3（アイマックス、2014年1月15日） 共演：椎名もも

### Blu-ray Disc
単独
- あゆポンと一緒（2010年4月03日）
- 純真無垢 〜ホワイトレーベル〜 牧原あゆ Part10（アイマックス、2010年9月10日）
- 純真無垢 〜ホワイトレーベル〜 牧原あゆ Part11（アイマックス、2010年12月22日）
- 純真無垢 〜ホワイトレーベル〜 牧原あゆ Part12（アイマックス、2011年3月10日）
- ニーハイコレクション 〜絶対領域〜Part2（アイマックス、2011年5月25日）
- 純真無垢 〜ホワイトレーベル〜 牧原あゆ Part13（アイマックス、2011年6月25日）
- しまコレ 〜しましまコレクション〜（アイマックス、2011年7月25日）
- あゆ日和（アイマックス、2011年8月25日）
- ニーハイコレクション 〜絶対領域〜Part3（アイマックス、2011年9月25日）
- 純真無垢 〜ホワイトレーベル〜 牧原あゆ Part14（アイマックス、2011年10月25日）
- いもうと目線 あゆとふたりっきり 目線そらすな、ボクの妹…（アイマックス、2011年12月10日）※BD版のみ
- ニーハイコレクション 〜絶対領域〜 Part4（アイマックス、2011年12月22日）
- あゆ日和 Part2（アイマックス、2012年2月25日）
- 純真無垢 〜特別編 キラキラ彼女〜 牧原あゆ（アイマックス、2012年4月10日）
- 純真無垢 〜ホワイトレーベル〜 牧原あゆ Part15（アイマックス、2012年6月25日）
- 夏少女（アイマックス、2012年7月25日）
- 純真無垢 〜ホワイトレーベル〜 HDリマスター＆ディレクターズカット版 牧原あゆ（アイマックス、2013年8月25日）
- 純真無垢 〜ホワイトレーベル〜 HDリマスター＆ディレクターズカット版 牧原あゆ Part2（アイマックス、2013年9月25日）
- 純真無垢 〜ホワイトレーベル〜 HDリマスター＆ディレクターズカット版 牧原あゆ Part3（アイマックス、2013年10月25日）
- 純真無垢 〜ホワイトレーベル〜 HDリマスター＆ディレクターズカット版 牧原あゆ Part4（アイマックス、2013年11月25日）
- 純真無垢 〜ホワイトレーベル〜 HDリマスター＆ディレクターズカット版 牧原あゆ Part5（アイマックス、2013年12月20日）
- 純真無垢 〜ホワイトレーベル〜 HDリマスター＆ディレクターズカット版 牧原あゆ Part6（アイマックス、2014年1月25日）
- 純真無垢 〜ホワイトレーベル〜 HDリマスター＆ディレクターズカット版 牧原あゆ Part7（アイマックス、2014年2月25日）

複数
- ふたり。第1弾（アイマックス、2011年4月10日） 共演：椎名もも
- ふたり。第2弾（アイマックス、2011年6月10日） 共演：椎名もも
- ふたり。第4弾（アイマックス、2012年2月10日） 共演：椎名もも
- あゆもも ジャージ展開 ムービー（2012年4月14日） 共演：椎名もも
- あゆもも Blu-rayパック 牧原あゆ 椎名もも（アイマックス、2012年12月10日） 共演：椎名もも
- ふたり。 ディレクターズカット版 Part2（アイマックス、2013年6月10日） 共演：椎名もも
- ふたり。 ディレクターズカット版 Part3（アイマックス、2014年1月15日） 共演：椎名もも